# Uttertjärnen (Bjursås socken, Dalarna)
Uttertjärnen är en sjö i Falu kommun i Dalarna och ingår i Dalälvens huvudavrinningsområde.